# Sandermosen Station
Sandermosen Station (Sandermosen stasjon) er en tidligere jernbanestation på Gjøvikbanen, der ligger i Maridalen nord for Oslo. 
Stationen, der ligger mellem Kjelsås og Snippen, blev åbnet som holdeplads 11. januar 1909 og opgraderet til 1. november 1910. Der havde i forvejen været en læsseplads i området siden 1900, to år før Gjøvikbanen åbnede i sin fulde længde. Stationen blev fjernstyret 13. december 1971 og gjort ubemandet 20. marts 1972. 11. juni 2006 ophørte persontogene med at stoppe ved stationen, hvorefter Snippen er den nærmeste betjente station i området.
Stationsbygningen blev opført i 1911. Den bruges nu til kulturelle aktiviteter og drives af kulturPUNKTET Sandermosen stasjon. Der er opsat en skulpturpark ved banen. 
Den danskfødte forfatter Aksel Sandemoses familie har navn efter Sandermosen.